# Eliminatórias da Copa do Mundo FIFA de 2026 – CONCACAF
A zona norte, centro-americana e caribenha das eliminatórias da Copa do Mundo FIFA de 2026 (CONCACAF) é disputada entre março de 2024 e novembro de 2025. Três equipes tem vaga direta para a Copa do Mundo FIFA de 2026 além de duas vagas no play-offs entre confederações.

## Formato
Em 9 de maio de 2017, o Conselho da FIFA aprovou a alocação de vagas para a Copa do Mundo FIFA de 2026, que incluía seis vagas diretas e duas vagas de repescagem para a região da CONCACAF. No entanto, em uma mudança de formato em relação às Copas do Mundo anteriores, não haveria vaga dedicada ao país sede, com as vagas dos países sede qualificados automaticamente agora retiradas da cota de sua confederação. Se o torneio fosse co organizado, o Conselho da FIFA decidiria quais países sede se qualificariam automaticamente. Em 13 de junho de 2018, três membros da CONCACAF - Canadá, México e Estados Unidos - foram escolhidos como anfitriões da Copa do Mundo FIFA de 2026 pelo 68º Congresso da FIFA.
Em 14 de fevereiro de 2023, o Conselho da FIFA concedeu vagas automáticas para todos os três países anfitriões, deixando três vagas diretas e duas vagas de repescagem a serem decididas por meio da qualificação da CONCACAF. Em 28 de fevereiro, a CONCACAF anunciou o formato de qualificação para a Copa do Mundo de 2026.
- Primeira fase: Quatro equipes da CONCACAF, classificadas de 29 a 32 com base no ranking da FIFA de dezembro de 2023, foram divididas em duas partidas, disputadas em casa e fora de casa. Os dois vencedores avançam para a segunda fase.
- Segunda fase: Trinta times, os dois vencedores da primeira fase e os times da CONCACAF classificados de 1 a 28 com base no ranking da FIFA de dezembro de 2023, serão sorteados em seis grupos de cinco times. Eles jogarão partidas em turno único (duas em casa e duas fora), com os vencedores e vice-campeões dos grupos se classificando para a terceira fase.
- Terceira fase: As doze equipes que avançaram da segunda fase serão divididas em três grupos de quatro equipes. Eles jogarão jogos em casa e fora em turno duplo, com os três vencedores dos grupos se classificando para a Copa do Mundo. Os dois segundos classificados com melhor classificação avançam para a repescagem.

## Participantes
Como Canadá, México e Estados Unidos receberam vagas automáticas como co anfitriões, eles não entrarão na qualificação. As 32 seleções restantes da CONCACAF afiliadas à FIFA entraram na qualificação. Com base no ranking da FIFA de dezembro de 2023, as 28 melhores equipes entraram diretamente na segunda fase, enquanto as quatro equipes piores colocadas entraram na primeira fase.
| Pote 1 | Pote 2 | Pote 3 |
| --- | --- | --- |
| 1. Panamá (41) 2. Costa Rica (52) 3. Jamaica (55) 4. Honduras (76) 5. El Salvador (78) 6. Haiti (89)                         | 1. Curaçau (90) 2. Trinidad e Tobago (96) 3. Guatemala (108) 4. Nicarágua (134) 5. Antígua e Barbuda (142) 6. Suriname (143) | 1. São Cristóvão e Neves (147) 2. República Dominicana (151) 3. Guiana (157) 4. Porto Rico (160) 5. Santa Lúcia (167) 6. Cuba (169) |
| Pote 4 | Pote 5 | Entraram na primeira fase |
| 1. Bermudas (171) 2. São Vicente e Granadinas (173) 3. Granada (174) 4. Monserrate (176) 5. Barbados (178) 6. Dominica (180) | 1. Belize (182) 2. Aruba (193) 3. Ilhas Caimã (197) 4. Bahamas (202)                                                         | 1. Turcas e Caicos (206) 2. Ilhas Virgens Britânicas (207) 3. Ilhas Virgens Americanas (208) 4. Anguila (209)                       |

## Calendário
O calendário para as eliminatórias é o seguinte:
| Fase          | Rodadas         | Data                      |
| ------------- | --------------- | ------------------------- |
| Primeira fase | Ida             | 22–26 de março de 2024    |
| Primeira fase | Volta           | 22–26 de março de 2024    |
| Segunda fase  | Janela 1        | 5–11 de junho de 2024     |
| Segunda fase  | Janela 2        | 4–10 de junho de 2025     |
| Terceira fase | Primeira rodada | 1–9 de setembro de 2025   |
| Terceira fase | Segunda rodada  | 1–9 de setembro de 2025   |
| Terceira fase | Terceira rodada | 6–14 de outubro de 2025   |
| Terceira fase | Quarta rodada   | 6–14 de outubro de 2025   |
| Terceira fase | Quinta rodada   | 10–18 de novembro de 2025 |
| Terceira fase | Sexta rodada    | 10–18 de novembro de 2025 |

## Primeira fase
As quatro últimas equipes da CONCACAF, classificadas de 29 a 32 com base no ranking da FIFA de dezembro de 2023, foram divididas em duas partidas, disputadas em casa e fora de casa. As duplas são predeterminadas, com o 29º classificado enfrentando o 32º classificado, e o 30º classificado a enfrentar o 31º classificado. Os dois vencedores avançaram para a segunda fase.
| Equipe 1                 | Total       | Equipe 2                 | 1.º jogo | 2.º jogo  |
| ------------------------ | ----------- | ------------------------ | -------- | --------- |
| Anguila                  | 1–1 (4–3 p) | Turcas e Caicos          | 0–0      | 1–1 (pro) |
| Ilhas Virgens Americanas | 1–1 (2–4 p) | Ilhas Virgens Britânicas | 1–1      | 0–0 (pro) |

## Segunda fase
O sorteio para esta fase foi realizado em 25 de janeiro de 2024 em Zurique na Suíça.
As vinte e oito melhores equipes da CONCACAF no ranking da FIFA de dezembro de 2023 e os dois vencedores da primeira fase entrarão na segunda fase. As equipes serão divididas em seis grupos de cinco times, e jogarão partidas de turno único (duas em casa e duas fora). Os seis vencedores dos grupos e os seis segundos classificados avançam para a terceira fase.

### Grupo A
| Pos | Equipe            | Pts | J | V | E | D | GP | GC | SG  | Classificado           |  |     |     |     |     |     |
| --- | ----------------- | --- | - | - | - | - | -- | -- | --- | ---------------------- |  | --- | --- | --- | --- | --- |
| 1   | Honduras          | 12  | 4 | 4 | 0 | 0 | 12 | 2  | +10 | Avança à terceira fase |  | —   | —   | 3–1 | —   | 2–0 |
| 2   | Bermudas          | 7   | 4 | 2 | 1 | 1 | 9  | 8  | +1  | Avança à terceira fase |  | 1–6 | —   | —   | 5–0 | —   |
| 3   | Cuba              | 6   | 4 | 2 | 0 | 2 | 6  | 5  | +1  | Eliminado              |  | —   | 1–2 | —   | 3–0 | —   |
| 4   | Ilhas Caimã       | 3   | 4 | 1 | 0 | 3 | 1  | 9  | −8  | Eliminado              |  | 0–1 | —   | —   | —   | 1–0 |
| 5   | Antígua e Barbuda | 1   | 4 | 0 | 1 | 3 | 1  | 5  | −4  | Eliminado              |  | —   | 1–1 | 0–1 | —   | —   |

1. ↑  Cuba obteve uma vitória por 3–0, devido a problemas de visto da equipe das Ilhas Caimã.[8]

### Grupo B
| Pos | Equipe                | Pts | J | V | E | D | GP | GC | SG  | Classificado           |  |     |     |     |     |     |
| --- | --------------------- | --- | - | - | - | - | -- | -- | --- | ---------------------- |  | --- | --- | --- | --- | --- |
| 1   | Costa Rica            | 12  | 4 | 4 | 0 | 0 | 17 | 1  | +16 | Avança à terceira fase |  | —   | 2–1 | —   | 4–0 | —   |
| 2   | Trinidad e Tobago     | 7   | 4 | 2 | 1 | 1 | 16 | 7  | +9  | Avança à terceira fase |  | —   | —   | 2–2 | 6–2 | —   |
| 3   | Granada               | 7   | 4 | 2 | 1 | 1 | 11 | 7  | +4  | Eliminado              |  | 0–3 | —   | —   | —   | 6–0 |
| 4   | São Cristóvão e Neves | 3   | 4 | 1 | 0 | 3 | 5  | 13 | −8  | Eliminado              |  | —   | —   | 2–3 | —   | 1–0 |
| 5   | Bahamas               | 0   | 4 | 0 | 0 | 4 | 1  | 22 | −21 | Eliminado              |  | 0–8 | 1–7 | —   | —   | —   |

### Grupo C
| Pos | Equipe      | Pts | J | V | E | D | GP | GC | SG  | Classificado           |  |     |     |     |     |     |
| --- | ----------- | --- | - | - | - | - | -- | -- | --- | ---------------------- |  | --- | --- | --- | --- | --- |
| 1   | Curaçau     | 12  | 4 | 4 | 0 | 0 | 15 | 2  | +13 | Avança à terceira fase |  | —   | —   | 4–0 | —   | 4–1 |
| 2   | Haiti       | 9   | 4 | 3 | 0 | 1 | 11 | 7  | +4  | Avança à terceira fase |  | 1–5 | —   | 2–1 | —   | —   |
| 3   | Santa Lúcia | 4   | 4 | 1 | 1 | 2 | 5  | 9  | −4  | Eliminado              |  | —   | —   | —   | 2–2 | 2–1 |
| 4   | Aruba       | 2   | 4 | 0 | 2 | 2 | 3  | 10 | −7  | Eliminado              |  | 0–2 | 0–5 | —   | —   | —   |
| 5   | Barbados    | 1   | 4 | 0 | 1 | 3 | 4  | 10 | −6  | Eliminado              |  | —   | 1–3 | —   | 1–1 | —   |

### Grupo D
| Pos | Equipe     | Pts | J | V | E | D | GP | GC | SG | Classificado           |  |     |     |     |     |     |
| --- | ---------- | --- | - | - | - | - | -- | -- | -- | ---------------------- |  | --- | --- | --- | --- | --- |
| 1   | Panamá     | 12  | 4 | 4 | 0 | 0 | 10 | 1  | +9 | Avança à terceira fase |  | —   | 3–0 | 2–0 | —   | —   |
| 2   | Nicarágua  | 9   | 4 | 3 | 0 | 1 | 9  | 4  | +5 | Avança à terceira fase |  | —   | —   | 1–0 | 4–1 | —   |
| 3   | Guiana     | 6   | 4 | 2 | 0 | 2 | 6  | 4  | +2 | Eliminado              |  | —   | —   | —   | 3–0 | 3–1 |
| 4   | Monserrate | 3   | 4 | 1 | 0 | 3 | 3  | 10 | −7 | Eliminado              |  | 1–3 | —   | —   | —   | 1–0 |
| 5   | Belize     | 0   | 4 | 0 | 0 | 4 | 1  | 10 | −9 | Eliminado              |  | 0–2 | 0–4 | —   | —   | —   |

### Grupo E
| Pos | Equipe                   | Pts | J | V | E | D | GP | GC | SG  | Classificado           |  |     |     |     |     |     |
| --- | ------------------------ | --- | - | - | - | - | -- | -- | --- | ---------------------- |  | --- | --- | --- | --- | --- |
| 1   | Jamaica                  | 12  | 4 | 4 | 0 | 0 | 8  | 2  | +6  | Avança à terceira fase |  | —   | 3–0 | 1–0 | —   | —   |
| 2   | Guatemala                | 9   | 4 | 3 | 0 | 1 | 13 | 5  | +8  | Avança à terceira fase |  | —   | —   | 4–2 | 6–0 | —   |
| 3   | República Dominicana     | 6   | 4 | 2 | 0 | 2 | 11 | 5  | +6  | Eliminado              |  | —   | —   | —   | 5–0 | 4–0 |
| 4   | Dominica                 | 3   | 4 | 1 | 0 | 3 | 5  | 14 | −9  | Eliminado              |  | 2–3 | —   | —   | —   | 3–0 |
| 5   | Ilhas Virgens Britânicas | 0   | 4 | 0 | 0 | 4 | 0  | 11 | −11 | Eliminado              |  | 0–1 | 0–3 | —   | —   | —   |

### Grupo F
| Pos | Equipe                   | Pts | J | V | E | D | GP | GC | SG  | Classificado           |  |     |     |     |     |     |
| --- | ------------------------ | --- | - | - | - | - | -- | -- | --- | ---------------------- |  | --- | --- | --- | --- | --- |
| 1   | Suriname                 | 10  | 4 | 3 | 1 | 0 | 10 | 2  | +8  | Avança à terceira fase |  | —   | —   | 1–0 | 4–1 | —   |
| 2   | El Salvador              | 8   | 4 | 2 | 2 | 0 | 7  | 2  | +5  | Avança à terceira fase |  | 1–1 | —   | 0–0 | —   | —   |
| 3   | Porto Rico               | 7   | 4 | 2 | 1 | 1 | 10 | 2  | +8  | Eliminado              |  | —   | —   | —   | 2–1 | 8–0 |
| 4   | São Vicente e Granadinas | 3   | 4 | 1 | 0 | 3 | 9  | 9  | 0   | Eliminado              |  | —   | 1–3 | —   | —   | 6–0 |
| 5   | Anguila                  | 0   | 4 | 0 | 0 | 4 | 0  | 21 | −21 | Eliminado              |  | 0–4 | 0–3 | —   | —   | —   |

## Terceira fase
Na terceira fase, as doze equipes que avançaram da segunda fase serão divididas em três grupos de quatro equipes. Eles jogarão jogos em casa e fora em turno duplo, com os três vencedores dos grupos se classificando para a Copa do Mundo. Os dois segundos classificados com melhor classificação avançam para os play-offs entre confederações. O sorteio será realizado em 12 de junho de 2025.

### Grupo A
| Pos | Equipe | Pts | J | V | E | D | GP | GC | SG | Classificado                             |  | A1 | A2 | A3 | A4 |
| --- | ------ | --- | - | - | - | - | -- | -- | -- | ---------------------------------------- |  | -- | -- | -- | -- |
| 1   | A1     | 0   | 0 | 0 | 0 | 0 | 0  | 0  | 0  | Qualificado à Copa do Mundo FIFA de 2026 |  | —  |    |    |    |
| 2   | A2     | 0   | 0 | 0 | 0 | 0 | 0  | 0  | 0  | Possível play-offs entre confederações   |  |    | —  |    |    |
| 3   | A3     | 0   | 0 | 0 | 0 | 0 | 0  | 0  | 0  |                                          |  |    |    | —  |    |
| 4   | A4     | 0   | 0 | 0 | 0 | 0 | 0  | 0  | 0  |                                          |  |    |    | —  |    |

### Grupo B
| Pos | Equipe | Pts | J | V | E | D | GP | GC | SG | Classificado                             |  | B1 | B2 | B3 | B4 |
| --- | ------ | --- | - | - | - | - | -- | -- | -- | ---------------------------------------- |  | -- | -- | -- | -- |
| 1   | B1     | 0   | 0 | 0 | 0 | 0 | 0  | 0  | 0  | Qualificado à Copa do Mundo FIFA de 2026 |  | —  |    |    |    |
| 2   | B2     | 0   | 0 | 0 | 0 | 0 | 0  | 0  | 0  | Possível play-offs entre confederações   |  |    | —  |    |    |
| 3   | B3     | 0   | 0 | 0 | 0 | 0 | 0  | 0  | 0  |                                          |  |    |    | —  |    |
| 4   | B4     | 0   | 0 | 0 | 0 | 0 | 0  | 0  | 0  |                                          |  |    |    | —  |    |

### Grupo C
| Pos | Equipe | Pts | J | V | E | D | GP | GC | SG | Classificado                             |  | C1 | C2 | C3 | C4 |
| --- | ------ | --- | - | - | - | - | -- | -- | -- | ---------------------------------------- |  | -- | -- | -- | -- |
| 1   | C1     | 0   | 0 | 0 | 0 | 0 | 0  | 0  | 0  | Qualificado à Copa do Mundo FIFA de 2026 |  | —  |    |    |    |
| 2   | C2     | 0   | 0 | 0 | 0 | 0 | 0  | 0  | 0  | Possível play-offs entre confederações   |  |    | —  |    |    |
| 3   | C3     | 0   | 0 | 0 | 0 | 0 | 0  | 0  | 0  |                                          |  |    |    | —  |    |
| 4   | C4     | 0   | 0 | 0 | 0 | 0 | 0  | 0  | 0  |                                          |  |    |    | —  |    |

### Classificação dos segundos colocados
| Pos | Grp | Equipe                 | Pts | J | V | E | D | GP | GC | SG | Classificado                            |
| --- | --- | ---------------------- | --- | - | - | - | - | -- | -- | -- | --------------------------------------- |
| 1   | A   | 2º colocado no grupo A | 0   | 0 | 0 | 0 | 0 | 0  | 0  | 0  | Avança ao play-offs entre confederações |
| 2   | B   | 2º colocado no grupo B | 0   | 0 | 0 | 0 | 0 | 0  | 0  | 0  | Avança ao play-offs entre confederações |
| 3   | C   | 2º colocado no grupo C | 0   | 0 | 0 | 0 | 0 | 0  | 0  | 0  |                                         |

## Play-offs entre confederações
O dois melhores segundos colocados da terceira fase se juntarão a um time da AFC, CAF, CONMEBOL e OFC nos play-offs entre confederações. As equipes serão classificadas de acordo com o Ranking Mundial da FIFA, com as quatro equipes com pior classificação jogando em duas partidas de eliminação simples. Os vencedores enfrentarão as duas equipes mais bem classificadas em outro conjunto de partidas de eliminação única, com os vencedores dessas partidas se classificando para a Copa do Mundo FIFA de 2026.